# ادگار نوریس
ادگار نوریس (انگلیسی: Edgar Norris; ۲۳ دسامبر ۱۹۰۲ – ۲۰ آوریل ۱۹۸۲) قایقران روئینگ اهل کانادا بود.